# Vacunación contra la COVID-19 en Tacna
La vacunación contra la COVID-19 en Tacna es la estrategia departamental de vacunación que está en curso desde el 10 de febrero de 2021 para inmunizar a la población contra la COVID-19 en la región, en el marco de un esfuerzo mundial para combatir la pandemia de COVID-19.  Desde el primer registro del virus en el territorio en marzo de 2020 y después de catorce meses se desarrolló un programa de vacunación, con la cual inició con la primera etapa para los miembros del personal médico del país y personas del mayor riesgo.
Gracias al compromiso de la población, además de la demanda temprana de vacunas compradas por el gobierno regional, contribuyeron al éxito de Tacna en la vacunación de una alta proporción de su población en un corto período de tiempo, en relación con el resto de departamentos del país.

## Antecedentes

### Organización y preparativos
El 3 de abril, el Gobierno Regional de Tacna, logró concretar la adquisición de cuatro ultracongeladoras con capacidad disponible para almacenar 100 mil dosis de la vacuna contra la COVID-19, de la farmacéutica Pfizer-BioNTech. Gracias a la instalación de estas máquinas, se podrá garantizar la cadena de frío necesaria para mantener las vacunas en la temperatura ideal.

## Cronología

### Primeras dosis disponibles
El programa de vacunación a nivel regional comenzó con la llegada de vacunas a Tacna, concretamente de la desarrollada por Sinopharm (BBIBP-CorV). Las primeras dosis, un cargamento simbólico (1709 dosis) que sirvió de puesta en práctica de todo el proceso, llegó al Aeropuerto Internacional Coronel FAP Carlos Ciriani Santa Rosa de Tacna el 10 de febrero de 2021. Esta remesa inicial estaría destinada a inocular la primera dosis del personal de salud en primera línea de atención, integrándolo trabajadores de la Unidad de Cuidados Intensivos (UCI), áreas COVID-19 y emergencia. La campaña de vacunación comenzó en la sede de la Dirección Regional de Salud (DIRESA) Tacna siendo la primera persona vacunada en el departamento la médico intensivista del Hospital Hipólito Unanue, Diana Julisa Minchón Visconde. En la ceremonia, el director Regional de Salud (Óscar Galdós) indicó que se esperaba la llegada de 2 mil 327 dosis adicionales para completar las 4 mil 36 primeras dosis planificadas a utilizarse en los trabajadores de salud el día 17 de febrero.

### Poblaciones estratégicas

#### Personal sanitario
El segundo lote de vacunas de Sinopharm contra la COVID-19 que estaban proyectadas a llegar el 17 de febrero, se pospusieron al día siguiente, incrementando la cantidad en 3 mil 62 dosis. De acuerdo a las declaraciones ofrecidas por Galdós, previamente al arribo, la cobertura de vacunación en el sector sanitario alcanzaba el 96%, con un saldo de 65 dosis sin usarse en personal quien no trabaja y otras 23 personas restantes quienes se opusieron a la medida. Al mediodía, las vacunas llegaron en un vuelo comercial, para trasladarlas al almacén regional de la DIRESA Tacna y posteriormente ser distribuidas a los 71 establecimientos de salud, dos hospitales regionales y otros establecimientos de atención primaria. Ahora, el turno de vacunación estaría disponible para el personal de salud en los sectores de consulta externa, hospitalización y demás según el padrón establecido por el Ministerio de Salud del Perú (MINSA).

#### Adultos mayores
En una nota informativa, la DIRESA Tacna anunciaba el 20 de abril que se venían realizando los preparativos necesarios en las entidades prestadoras de salud para inmunizar a los adultos mayores de 80 años de edad. Para ese entonces se tenían previsto la recepción de dos embarques con dosis de la vacuna de Pfizer-BioNTech. El primero consistía de mil 170 vacunas (Previsto para ser remitido el 21 de abril), y un segundo embarque con 4 mil 683 (Previsto para ser remitido el 28 de abril). Con la llegada de estos dos lotes se lograría la inmunización de 5,853 adultos mayores de 80 años en la región. Unos días después, mediante un comunicado la oficina de prensa de la Defensoría del Pueblo solicitó a la entidad de salud DIRESA Tacna garantizar la vacunación en domicilios de adultos mayores que tengan dificultades para trasladarse a los puntos de vacunación habilitados.

### Estrategias

#### Vacunatón
El 29 de junio, Óscar Ugarte anunció a través de su cuenta de Twitter, la creación de una nueva estrategia de vacunación masiva titulada «Vacunatón». La primera jornada se celebró el fin de semana comprendido entre el 10 y 11 de julio estableciendo veintiún puntos vacunatorios distribuidos en la ciudad de Lima y Callao. Las subsiguientes dos ediciones también se celebraron en la capital y el primer puerto del Perú. Sin embargo, con el ingreso del electo Gobierno de Pedro Castillo y posterior asunción de un nuevo ministro en la cartera sanitaria, Hernando Cevallos se propuso por objetivo «acelerar y descentralizar la vacunación». A partir de la cuarta campaña, se incluyeron a regiones del interior del país y en la quinta (21 al 22 de agosto) fue el turno de Tacna, según informó Gabriela Jiménez, Directora de Inmunizaciones del MINSA el 17 de agosto. Un día antes del plan, Galdós declaró en La Rotativa del Aire, aseverando que en la vacunatón «se usarían las reservas, es decir vacunas que tenemos en stock, dado que el MINSA no envió nuevos lotes a la región». Además, manifestó que se tenía por meta inicial utilizar 10 mil dosis, aunque las proyecciones estimaban un escenario de uso de 12 mil a 14 mil vacunas. Al final del operativo se aplicaron más de 14 mil dosis de acuerdo a los informes publicados por la DIRESA local.

#### Vamos a tu encuentro ¡Vacúnate ya!
El 7 de septiembre, el MINSA inauguró la estrategia de vacunación intensiva titulada «Vamos a tu encuentro ¡Vacúnate ya!». Desde el Gran Mercado Mayorista de Lima (Santa Anita), Cevallos asistió al comienzo del nuevo plan que busca amplificar el acceso a la vacuna, cerrando brechas entre la población elegible (población vulnerable como ancianos, embarazadas y/o en situación económica de extrema pobreza, comerciantes, ayudantes,  trabajadores y estibadores) para recibir la misma. La iniciativa llegó al departamento dos meses después que se lanzará en Lima Metropolitana para inocular las dosis que requieran la población restante a vacunar en la región mientras el Viceministro de Salud Pública Gustavo Rosell se encontraba inspeccionando que se tomen pruebas moleculares a los choferes de carga pesada quienes ingresen al país a través del Complejo Fronterizo Santa Rosa, localizado en la frontera entre Perú y Chile.

## Opinión pública
| ¿Aceptaría vacunarse contra el COVID-19? | ¿Aceptaría vacunarse contra el COVID-19? | ¿Aceptaría vacunarse contra el COVID-19? | ¿Aceptaría vacunarse contra el COVID-19? | ¿Aceptaría vacunarse contra el COVID-19? | ¿Aceptaría vacunarse contra el COVID-19? |
| OpciónMes                                | No acepta                                | Sí acepta                                | No sabe                                  | No responde                              | Ref.                                     |
| ---------------------------------------- | ---------------------------------------- | ---------------------------------------- | ---------------------------------------- | ---------------------------------------- | ---------------------------------------- |
| Sep. 2021                                | 34.8% (25.6-46%)                         | 36.1% (26.8-46.5%)                       | 29.1% (19.9-40.4%)                       | 0% (0-0.1%)                              | [ 17 ]                                   |

## Cronograma de vacunación
Clave de color:
| Inoculación de primera dosis |

### 2021

#### Julio
| Grupo etario  | Julio | Julio | Julio | Julio | Julio | Julio | Julio | Julio | Julio | Julio | Julio | Julio | Julio | Julio | Julio | Julio | Julio | Julio | Julio | Julio | Julio | Julio | Julio | Julio | Julio | Julio | Julio | Julio | Julio | Julio | Julio | Ref(s).                            |
| Grupo etario  | 1     | 2     | 3     | 4     | 5     | 6     | 7     | 8     | 9     | 10    | 11    | 12    | 13    | 14    | 15    | 16    | 17    | 18    | 19    | 20    | 21    | 22    | 23    | 24    | 25    | 26    | 27    | 28    | 29    | 30    | 31    | Ref(s).                            |
| ------------- | ----- | ----- | ----- | ----- | ----- | ----- | ----- | ----- | ----- | ----- | ----- | ----- | ----- | ----- | ----- | ----- | ----- | ----- | ----- | ----- | ----- | ----- | ----- | ----- | ----- | ----- | ----- | ----- | ----- | ----- | ----- | ---------------------------------- |
| 40 años a más |       |       |       |       |       |       |       |       |       |       |       |       |       |       |       |       |       |       |       |       |       |       |       |       |       |       |       |       |       |       |       | [ 21 ]                             |
| 38 años a más |       |       |       |       |       |       |       |       |       |       |       |       |       |       |       |       |       |       |       |       |       |       |       |       |       |       |       |       |       |       |       | [ 22 ] [ 23 ]                      |
| 36 años a más |       |       |       |       |       |       |       |       |       |       |       |       |       |       |       |       |       |       |       |       |       |       |       |       |       |       |       |       |       |       |       | [ 24 ]                             |
| 34 años a más |       |       |       |       |       |       |       |       |       |       |       |       |       |       |       |       |       |       |       |       |       |       |       |       |       |       |       |       |       |       |       | [ 25 ]                             |
| 32 años a más |       |       |       |       |       |       |       |       |       |       |       |       |       |       |       |       |       |       |       |       |       |       |       |       |       |       |       |       |       |       |       | [ 26 ]                             |
| 30 años a más |       |       |       |       |       |       |       |       |       |       |       |       |       |       |       |       |       |       |       |       |       |       |       |       |       |       |       |       |       |       |       | [ 27 ] [ 28 ] [ 29 ] [ 30 ] [ 31 ] |
| 28 años a más |       |       |       |       |       |       |       |       |       |       |       |       |       |       |       |       |       |       |       |       |       |       |       |       |       |       |       |       |       |       |       | [ 32 ] [ 33 ]                      |

### Vistazo general entre 2021 y 2022
| Datos hasta el corte    | Población total | Población objetivo | Dosis totales provistas |
| ----------------------- | --------------- | ------------------ | ----------------------- |
| 31 de diciembre de 2021 | 378 615         | 319 167 (84,3 %)   | 727 818                 |

## Estadísticas

#### Cobertura de vacunación según entidad provincial (primera dosis)
| Datos registrados a fecha de 17 de septiembre de 2023 (UTC-5) | Datos registrados a fecha de 17 de septiembre de 2023 (UTC-5) | Datos registrados a fecha de 17 de septiembre de 2023 (UTC-5) | Datos registrados a fecha de 17 de septiembre de 2023 (UTC-5) |
| Provincia                                                     | Población objetivo                                            | Población vacunada                                            | Cobertura en %                                                |
| ------------------------------------------------------------- | ------------------------------------------------------------- | ------------------------------------------------------------- | ------------------------------------------------------------- |
| Tacna                                                         | 360 469                                                       | 284 475                                                       | 78.92%                                                        |
| Jorge Basadre                                                 | 11 399                                                        | 9764                                                          | 85.66%                                                        |
| Tarata                                                        | 7971                                                          | 6712                                                          | 84.21%                                                        |
| Candarave                                                     | 7580                                                          | 6295                                                          | 83.05%                                                        |
| Total                                                         | 387 419                                                       | 307 246                                                       | 79.31%                                                        |